# Ochoz u Tišnova
Ochoz u Tišnova (do roku 1951 jen Ochoz, německy Wochos) je obec v okrese Brno-venkov v Jihomoravském kraji. Rozkládá se v Hornosvratecké vrchovině, v přírodním parku Svratecká hornatina, přibližně 9 kilometrů severně od Tišnova. Žije zde 116 obyvatel.

## Historie
První písemná zmínka o obci pochází z roku 1390.

## Obyvatelstvo
| Rok            | 1869 | 1880 | 1890 | 1900 | 1910 | 1921 | 1930 | 1950 | 1961 | 1970 | 1980 | 1991 | 2001 | 2011 | 2021 |
| -------------- | ---- | ---- | ---- | ---- | ---- | ---- | ---- | ---- | ---- | ---- | ---- | ---- | ---- | ---- | ---- |
| Počet obyvatel | 240  | 222  | 227  | 201  | 196  | 187  | 196  | 187  | 141  | 134  | 122  | 110  | 115  | 117  | 116  |
| Počet domů     | 26   | 26   | 29   | 30   | 31   | 31   | 32   | 39   | 32   | 33   | 32   | 34   | 37   | 38   | 40   |

Vývoj počtu obyvatel

## Pamětihodnosti
- Kaple svatého Františka z Assisi

## Galerie

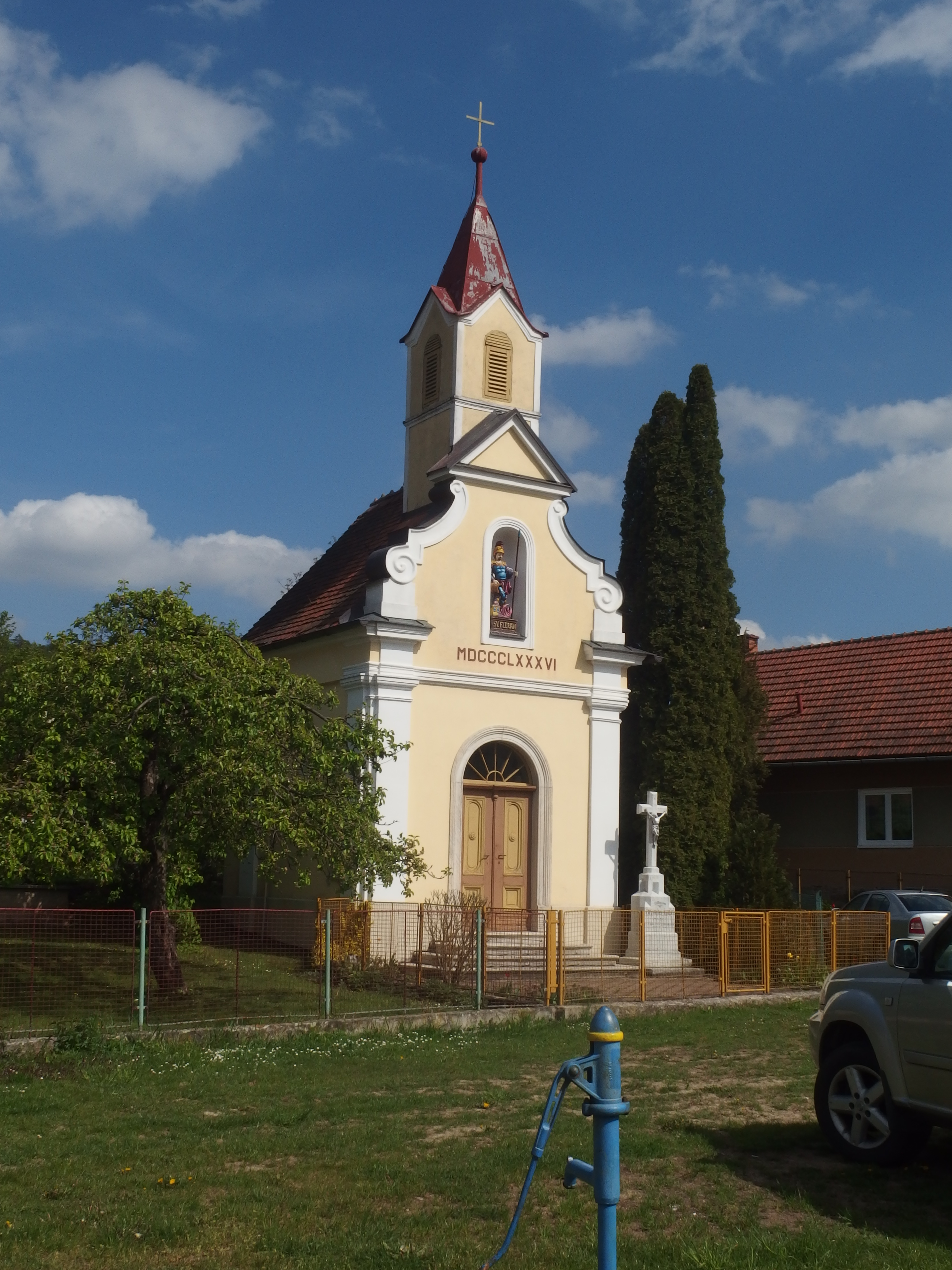
Kaple sv. Františka z Assisi
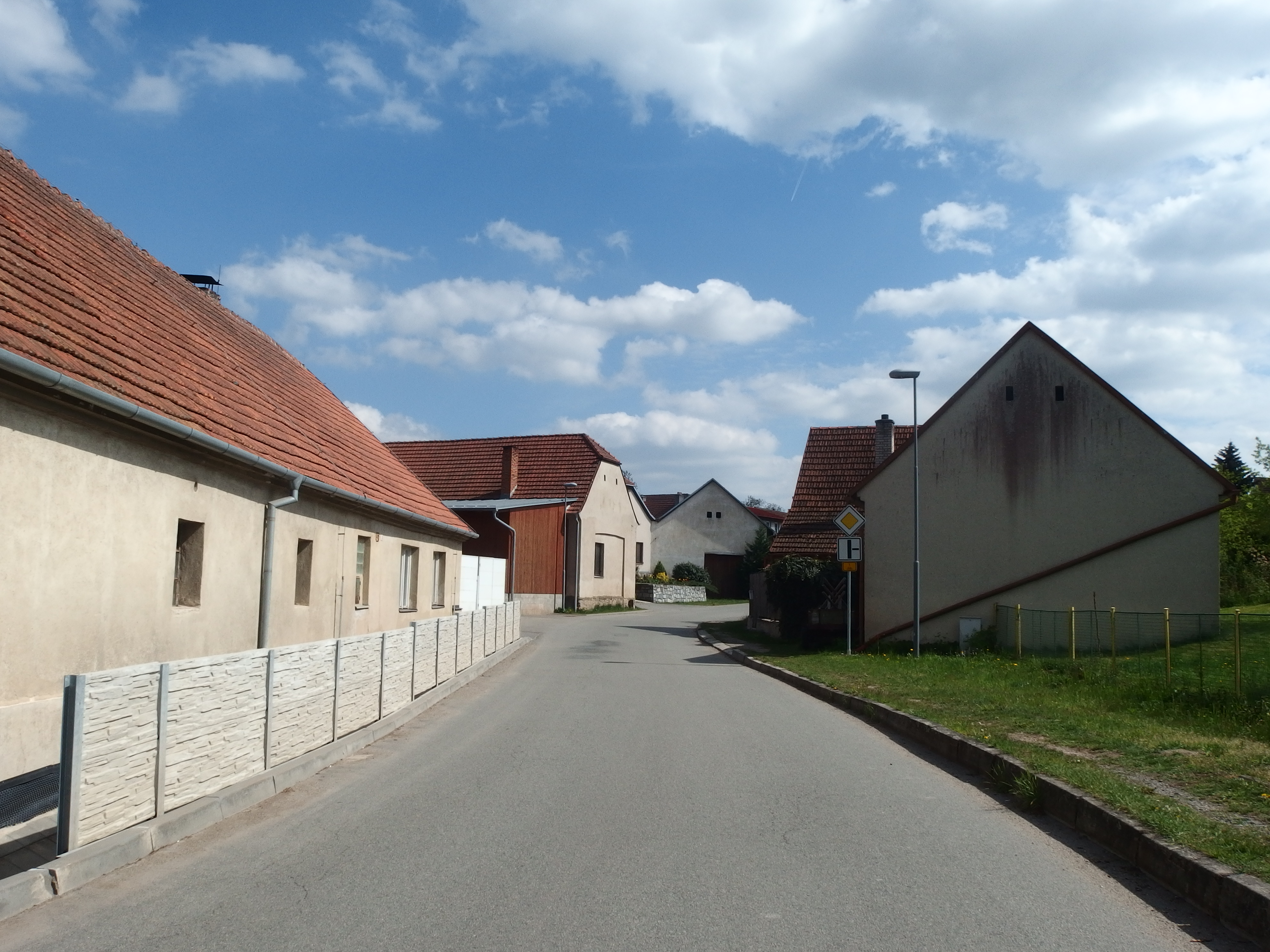
Hlavní ulice
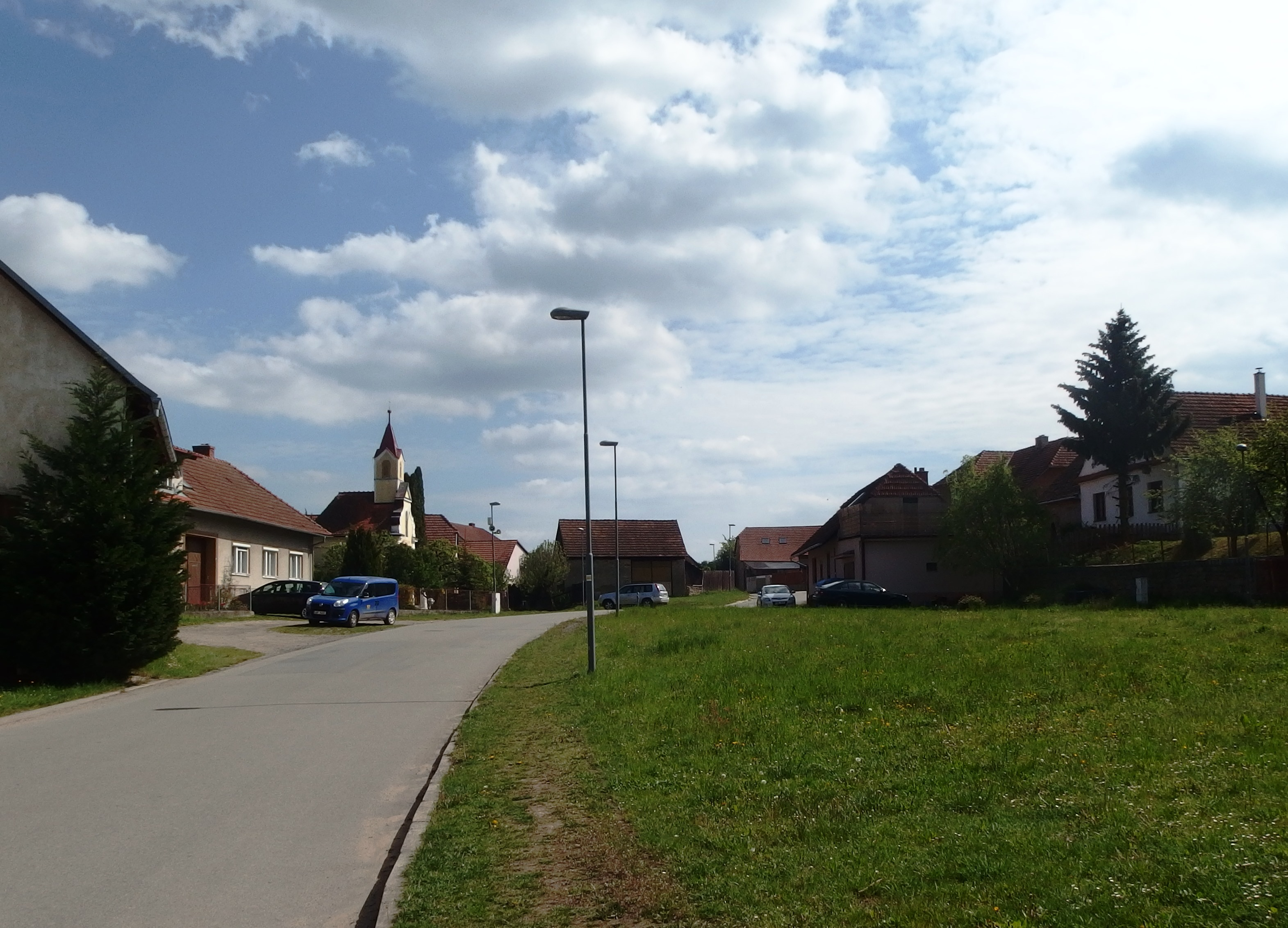
Náves
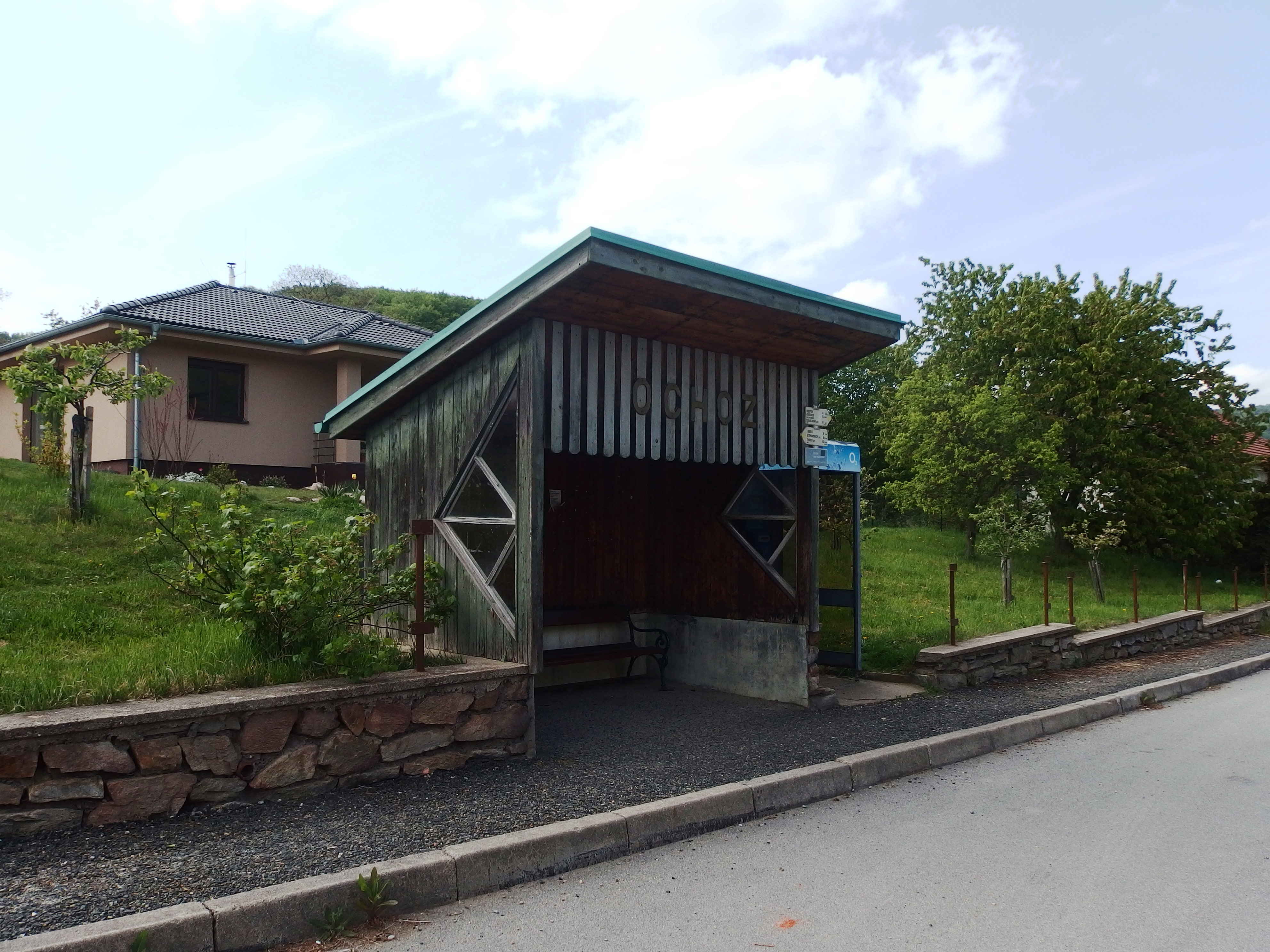
Autobusová zastávka